# Ulica Radomska w Szydłowcu
Ulica Radomska – jedna z głównych ulic miasta Szydłowca. Położona w centrum miasta, w dzielnicach Stare Miasto oraz Praga, łącząca wszystkie place szydłowieckie. 

## Alejka
Jej reprezentacyjna arteria ciągnie się w odcinku od Rynku Wielkiego do pl. Marii Konopnickiej. Na całej jej długości znajdują się dwa pasy różnych gatunków drzew: klonów, ozdobnych wiśni oraz śliw. Alejka w całości jest jednokierunkowa, wyłożona brukiem. W czasach PRL-u przy ulicy, po obu stronach, wyłożone były kwietniki a służby porządkowe bardzo dbały o porządek alejki.

## Historia
Początków ulicy Radomskiej można doszukiwać się w pierwszych latach istnienia osady. Wtedy to z placu zwanego targowym wychodziła na północ droga do Radomia. Osada z czasem otrzymała prawa miejskie, której głównym ośrodkiem był Rynek założony w miejscu dawnego placu targowego osady. Z północno-wschodniego narożnika wybiegała droga do Skrzynna od której odchodziły drogi Radomska i Skaryszewska. Wschodnia pierzeja ulicy oraz rynku charakteryzowała się długimi na około 160 m i wąskimi parcelami, z ogrodami i zabudowaniami gospodarczymi.  
W I połowie XVI wieku Mikołaj Szydłowiecki założył nowe dzielnice na północ od Głównego Miasta, Skałkę oraz Składów, wraz z ich powstaniem ulokował rynki zwane Skałecznym oraz Słomianym a także ulice łączące wszystkie place miejskie (obecnie jest to jedna ulica Radomska). Wtedy to dla określenia tych ulic nadano im nazwy: Długa (od Rynku Wielkiego do Skałecznego), Szpitalna (od Rynku Skałecznego do Słomianego) oraz gościnec Radomski (od Rynku Słomianego do granic miasta). Na wylocie gościńca radomskiego istniała brama Radomska, pełniąca funkcje celno-porządkowe.
W roku 1529 Mikołaj Szydłowiecki erygował kościół pw. św. Ducha i św. Anny ze szpitalem oraz przytułkiem dla starców, kalek, chorych i ubogich. Kościół zbudowano na końcu Skałki, w pobliżu płynącego tu niegdyś strumienia (ulica Szpitalna wzięła nazwę od położonego tam kościoła szpitalnego).  
Mimo obfitości dostępnego materiału budowlanego oraz cegielni pod miastem, budowano przeważnie domy drewniane, które często ulegały pożarom np. w 1630 roku. Jednak wzmianki źródłowe w księgach miejskich i cechowych oraz relacje świadków z końca XVIII i 1. połowy XIX wieku wskazują na istnienie w Szydłowcu kamienic murowanych. Przecież na XVI wiek oraz I poł. XVII wiek przypada największy rozwój miasta, powstawało wtedy kilka zdobionych kamieniarką, portalikami, podcieniami oraz attyką kamienic wzdłuż głównych ulic oraz placów. Uległy one ruinie po katastrofalnym wyludnieniu miasta w 2. połowie XVII i 1 połowie XVIII wieku. Takie kamienice istniały w przy ulicy Długiej.
We wschodniej pierzei ulicy Długiej, przy długich i rozległych działkach, wzdłuż bocznych granic od strony północnej, w podwórzach, budowano oficyny mieszkalne i zabudowania gospodarcze; w głębi znajdował się ogród warzywny a na jej końcu stodoła. Na kilku działkach zachował się do dzisiaj murowane ogrodzenia oraz piwnice. Podczas badań przeprowadzonych w latach 1986–1988 przez Danutę i Bogusława Paprockich zinwentaryzowano przy rynku i sąsiednich ulicach wiele starych piwnic. Piwnice sytuowano przeważnie pod traktem frontowym, po dwie, prostopadle do pierzei. Kilka piwnic w ulicy Radomskiej (numery 4, 19, 21) sięga poza elewacje frontową budynków, wyznaczając pierwotną linię zabudowy i potwierdzając istnienie podcieni. Oświetlały je okienka od frontu. 
Od II połowy XVII wieku Szydłowiec zaczął podupadać poprzez liczne choroby, epidemie, wojen oraz z braku zainteresowania miastem ze strony Radziwiłłów. W tym czasie wymarło wielu rdzennych mieszkańców miasta a na ich miejsce sprowadzono Żydów, którzy od XVIII przybywali coraz liczniej do Szydłowca. Zamieszkiwali oni Składów oraz Skałkę a więc znaczną część obecnej ul. Radomskiej. 
W XVIII wieku, na granicy Głównego Miasta ze Skałką (połowa ulicy Długiej), wyznaczono strefę w której mogli osiedlać się Żydzi. Granica ta z upływem czasu przestawała istnieć a ludność Żydowska zamieszkiwała prawie całą ulicę Długą. W II połowie XIX wieku wybuchł wieki pożar miasta w wynku którego spłonęła znaczna część drewnianej zabudowy miasta w tym ulicy Długiej i Szpitalnej oraz kościół szpitalny. Na miejscu dawnego kościoła ufundowano krzyż stojący do tej pory. Podczas II wojny światowej zdecydowana część zabudowy żydowskiej została zniszczona a po wojnie część z judaistycznych kamienic odbudowano.
Nie jest znana data połączenia ulic Szpitalnej i Długiej oraz gościńca Radomskiego w jedną całość. Pierwsze zapiski pokazujące ulicę Radomską wśród ulic Szydłowca wskazują na XIX wiek. Obecnie ulica Radomska jest jedną z dłuższych ulic miasta Szydłowca.

## Stan obecny
Na całej długości ulicy Radomskiej znajdują się zabytkowe kamienice, zwykle zachowane w nie najlepszym stanie. Od ulicy Zamkowej do placu Wolności po prawej stronie zlokalizowanych jest kilka bloków mieszkalnych wchodzących w skład Os. Przydworcowego.